# ウィラサクレックフェアテックスムエタイジム
ウィラクサクレックフェアテックスムエタイジムは、東京都台東区竜泉に本部を持つムエタイジム。

## 概要
1997年4月に元ムエタイ選手のウィラサクレック・ウォンパサー（1967年-）によって設立。ムエタイの本場タイからトレーナーを招聘している。WPMF世界王者ワンロップ・ウィラサクレック、WMC世界王者クンタップ・ウィラサクレック、K-1スーパーライト級(-65㎏)元王者・ゲーオ・ウィラサクレック、K-1ライト級(-62.5kg)元王者・ゴンナパー・ウィラサクレックを輩出。

## 選手
- ワンロップ・ウィラサクレック
- ゲンナロン・ウィラサクレック
- カノンスック・ウィラサクレック
- クンタップ・ウィラサクレック
- コムパヤック・ウィラサクレック
- 貴之ウィラサクレック
- レックハーイ・ウィラサクレック
- ブアカーオ・ウィラサクレック
- ゲーオ・ウィラサクレック
- ゴンナパー・ウィラサクレック
- 隼也ウィラサクレック
- 長崎秀哉
- 一戸総太
- ちはる
- トモコSP
- 細田由里子